# Bølle (uromager)
 For alternative betydninger, se Bølle. (Se også artikler, som begynder med Bølle)
En bølle er en brutal uromager. 

## Betegnelsens oprindelse
I midten af 1880'erne holdt en bande af unge læredrenge m.m. til ved et moseområde ved Jægersborg, kaldet "Skodsborg", nord for København. Foruden at begå tyverier havde de fornøjelse af at overfalde sagesløse personer og lave anden ballade (heriblandt at stjæle hatte) på forlystelsesstedet Grøndalshuset i Charlottenlund. Banden mødtes på et sted, som hedder Bøllemosen (opkaldt efter planten mosebølle, der som det eneste sted på Sjælland vokser der), og de kaldte sig derfor Bøllesjakket eller Bølleforeningen, hvorfor medlemmerne kaldtes bøller. Betegnelsen bølle blev siden sommeren 1885 alment brugt om personer, der udøver vold mod sagesløse. 
En lov om vold mod sagesløse fra 1897 kaldtes Bølleloven.